# Annie Vautier
Catherine Anne "Annie" Vautier (de soltera Baricalla, Mònaco, 12 de juliol de 1939 – Niça, 5 de juny de 2024) fou una artista de performance francesa vinculada al moviment Fluxus.Va formar part de l’escena artística experimental de Niça als anys seixanta i setanta.

## Biografia
Annie Vautier va néixer a Mònaco el 1939. El 1963 va conèixer Ben Vautier, amb qui es va casar el 1964 i van tenir dos fills, Éva Cunégonde i François Malabarva.

## Carrera artística
Va formar part del col·lectiu Théâtre Total, participant en diverses representacions teatrals i performatives, incloent-hi espais com l’Artistique, el Théâtre de poche o el Buffet de la Gare, així com accions artístiques a l’espai públic. Una de les seves performances més destacades va ser Para Knizak, en què col·locava una taula i cadires al carrer davant de casa i convidava els transeünts a compartir un àpat. També va idear l’exposició Fleurs (7–13 de desembre de 1967) a la Galerie Ben doute de tout, que incloïa flors que regava cada vespre, tot expressant que «no és necessari venir… però sapigueu que Annie exposa… les flors no estan a la venda» La crítica ha destacat la dimensió íntima i quotidiana de les seves obres, en contrast amb la provocació habitual del moviment d’art participatiu.

## Col·laboració amb Ben Vautier
Des de 1963, va col·laborar artísticament amb el seu marit durant tota la seva vida,  participant regularment en exposicions, llibres, enregistraments i performances, convertint-se en una figura fonamental en l’obra de l’artista i en la difusió del moviment Fluxus a França.

## Mort i homenatge
Annie va morir el 5 de juny de 2024 a Niça a causa d’un accident vascular cerebral. El mateix dia, Ben Vautier es va suïcidar, deixant una nota que expressava la impossibilitat de viure sense ella.  El 13 de juny de 2024, la ciutat de Niça els va retre un homenatge públic multitudinari a la Promenade du Paillon, amb performances, música i una ofrena floral.